# Euchlaena obtusaria
Euchlaena obtusaria är en fjärilsart som beskrevs av Jacob Hübner 1809-1813. Euchlaena obtusaria ingår i släktet Euchlaena och familjen mätare. Inga underarter finns listade i Catalogue of Life.